# Kopnik
Kopnik ali veter s kopnega je veter, ki piha s kopnega na morje.Ker se prične zvečer kopno hitreje ohlajati kakor morska površina, in to se stopnjuje v noč, prične hladnjejši zrak strujati s kopnega proti morju, istočasno pa se prične toplejši zrak  nad morjem dvigovati in odtekati nad kopno.